# Hôtel Lutetia

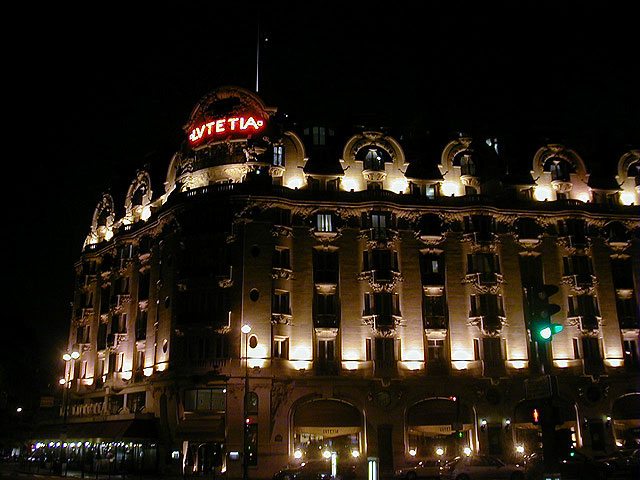
Das Hôtel Lutetia bei Nacht

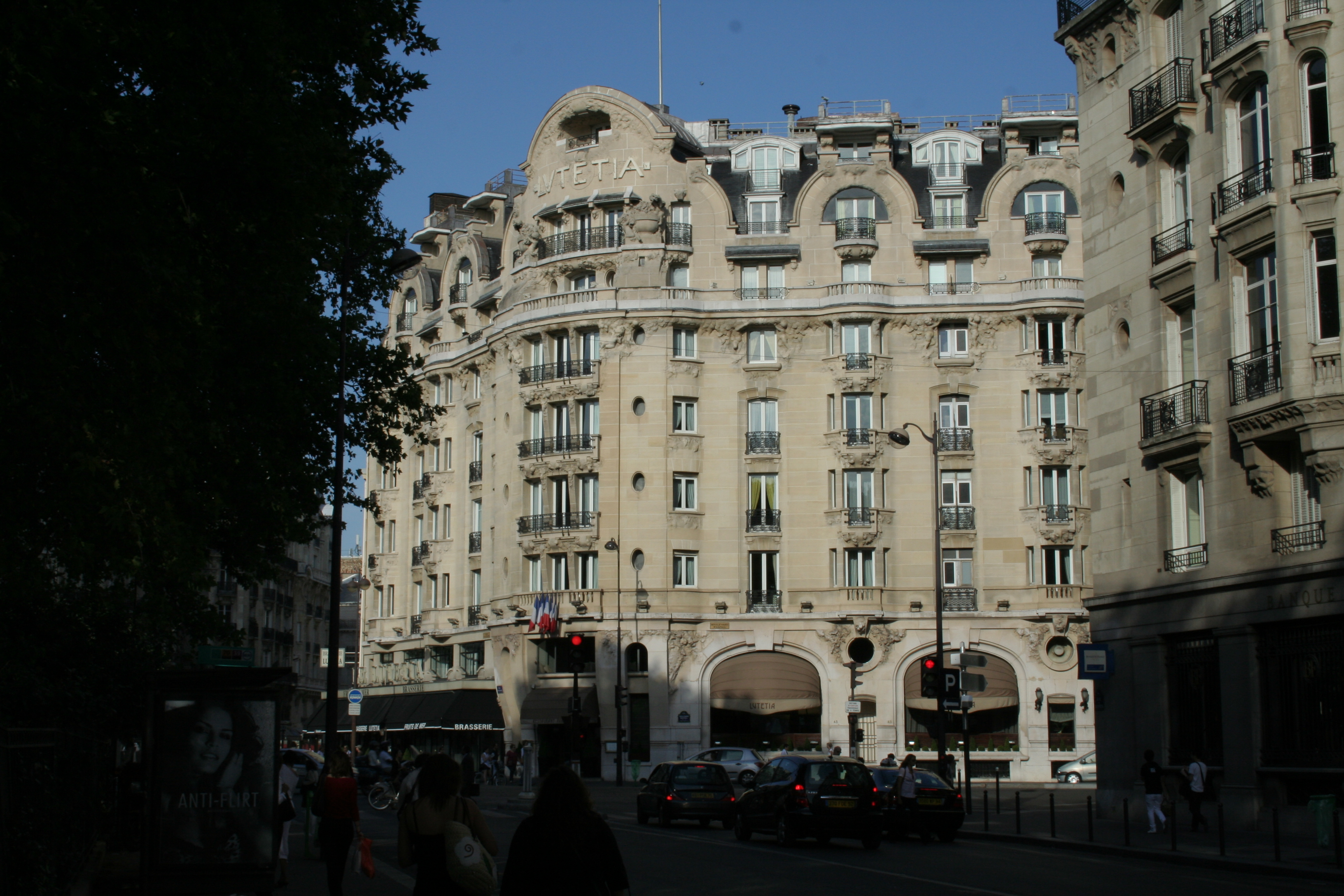
Das Hôtel Lutetia

Das Hôtel Lutetia ist ein Hotel der Fünfstern-Kategorie mit einer Kapazität von insgesamt 184 Zimmern und Suiten (Stand 2018) im 6. Arrondissement von Paris. Es liegt im Quartier Notre-Dame-des-Champs an der Kreuzung Boulevard Raspail (Nr. 51) und Rue de Sèvres, etwa 200 Meter von dem Kaufhaus Le Bon Marché entfernt, dessen Besitzer es ins Leben riefen. Es trägt den erstmals um 50/51 v. Chr. in den von Gaius Iulius Caesar verfassten Kommentaren zum Gallischen Krieg (De bello Gallico) schriftlich bezeugten Namen der antiken Stadt Lutetia.

## Architektur
Das Hotel wurde 1910 nach einem 1908 prämierten, von den Architekten Louis-Hippolyte Boileau (1878–1948) und Henri-Alexis Tauzin (1879–1918) gemeinsam signierten Entwurf errichtet. Die Fassaden gestaltete Paul Belmondo, der Vater des Schauspielers Jean-Paul Belmondo. Bereits 1913 wurde eine erste, 1926 eine zweite Erweiterung vorgenommen. Ein Umbau erfolgte 1929/1930.  Das Hotel Lutetia gilt als das erste Hotel des Jugendstil (frz. Art nouveau) in Paris. Es besitzt eine Bar im Art-déco-Stil.
1985 wurde Sonia Rykiel mit der Umgestaltung beauftragt. Sie platzierte verschiedene Kunstwerke von Arman und César in den Räumen des Erdgeschosses. Das Hotel verfügte zu diesem Zeitpunkt über 230 Zimmer, 30 davon im Stil des Art Déco.
Von April 2014 bis Juli 2018 wurde das Hotel für etwa 200 Millionen Euro renoviert.

## Geschichte
Gegen Ende der französischen Dritten Republik fanden sich im September 1935 erstmals Gegner der NS-Diktatur zu einer Besprechung in den Räumlichkeiten dieses Hotels zusammen, das namensgebend für diese allgemein als Lutetia-Kreis (später Ausschuss zur Vorbereitung einer deutschen Volksfront) bezeichnete Gruppe war. Ziel war die Zusammenführung von Organisationen und Personen unterschiedlicher antifaschistischer Strömungen zwecks Planung und Aufbau einer einheitlichen Volksfront. Eine erste „Volksfront-Konferenz“ tagte am 2. Februar 1936 im Hôtel Lutetia. Nach einer letzten Tagung am 10. und 11. April 1937 scheiterte das Vorhaben an prinzipiellen Differenzen.
Während der Deutschen Besetzung Frankreichs im Zweiten Weltkrieg war das „Hôtel Lutetia“ Sitz der deutschen Abwehr und Gegenspionage und der SS. In der Abwehrleitstelle war von Juli 1940 bis Juli 1942 unter anderem Alfred Toepfer im Einsatz. In den Kellerräumen kam es zu zahlreichen Misshandlungen und schwerer Folter an Mitgliedern der Resistance.
Nach Kriegsende diente das Hotel als Auffangstation und erste Heimat für Überlebende der Konzentrationslager.

## Besitzer und Gäste
1955 bis 2005 war das Hotel im Besitz der Champagner-Dynastie Taittinger, ging dann in den Besitz des Israelis Alfred Akirov (Firmengruppe Alrov) über.
Berühmte Gäste des Hotels waren unter anderem Theodor W. Adorno, Pablo Picasso, Henri Matisse, André Gide, Antoine de Saint-Exupéry, Albert Cohen, Juliette Gréco, Catherine Deneuve, Isabelle Huppert, Gérard Depardieu und Charles de Gaulle.